# Lewiston (Idaho)
Lewiston ist eine Stadt im Nordwesten des US-Bundesstaates Idaho und Verwaltungssitz des Nez Perce County.

## Geographie
Die Stadt liegt direkt an der Grenze zum US-Bundesstaat Washington und wird von den Flüssen Snake River und Clearwater River eingerahmt. In Lewiston befindet sich Idahos einziger von seegängigen Schiffen erreichbarer Hafen. Damit ist der Hafen gleichzeitig der am weitesten im Inland gelegene Hafen im Westen der USA, der von kleineren seegängigen Schiffen vom Pazifik aus erreicht werden kann.

## Geschichte
Die ersten Europäer, die das Gebiet um Lewiston im Oktober 1805 erreichten, waren Mitglieder der Lewis-und-Clark-Expedition. Zu dieser Zeit bewohnten Indianer des Stammes Nez Percé das Gebiet. 1861 wurde infolge eines Goldrausches der Ort Lewiston gegründet und nach Meriwether Lewis, einem der beiden damaligen Expeditionsleiter, benannt. Die erste Zeitung erschien in der Stadt 1862. Im Jahre 1863 wurde Lewiston die Hauptstadt des gerade neu geschaffenen Idaho-Territoriums, des Vorläufers des heutigen Bundesstaates Idaho. Jedoch wurde bereits 1865, also nur zwei Jahre später, die heutige Hauptstadt von Idaho, Boise zur Hauptstadt des Idaho-Territoriums erklärt.

## Demographie
Am 1. April 2010 hatte Lewiston 31.894 Einwohner.

### Einwohnerentwicklung
| Jahr | Einwohner¹ |
| ---- | ---------- |
| 1980 | 27.986     |
| 1990 | 28.082     |
| 2000 | 30.904     |
| 2010 | 31.894     |
| 2020 | 34.203     |

¹ 1980 – 2020: Volkszählungsergebnisse

## Wirtschaft
Die wirtschaftliche Lage der Stadt wird stark von der Landwirtschaft und industriellen Fertigungsbetrieben dominiert. Der Port of Lewiston ist der einzige Seehafen im US-Bundesstaat Idaho. Jährlich werden rund eine Mio. Tonnen Gerste und Weizen über den Hafen exportiert. Der größte Arbeitgeber in der Fertigungsbranche ist die börsennotierte Clearwater Paper Corporation. Auch die in den frühen 1950er Jahren von Dick Speer gegründete Cascade Cartridge Inc., welche heute zu Vista Outdoor gehört, hat ihren Hauptsitz in Lewiston.

## Söhne und Töchter der Stadt
- Brent Corrigan (* 1986), Pornodarsteller (eigentlich: Sean Lockhart)
- Karen Tuttle (1920–2010), Bratschistin und Musikpädagogin